# Mbetpit
Mbetpit (franska: Mbapit, Mbepit) är en bergskedja i Kamerun.   Den ligger i regionen Västra regionen, i den centrala delen av landet, 200 km norr om huvudstaden Yaoundé.